# 博爾斯基夫
49°1′30″N 28°22′58″E / 49.02500°N 28.38278°E

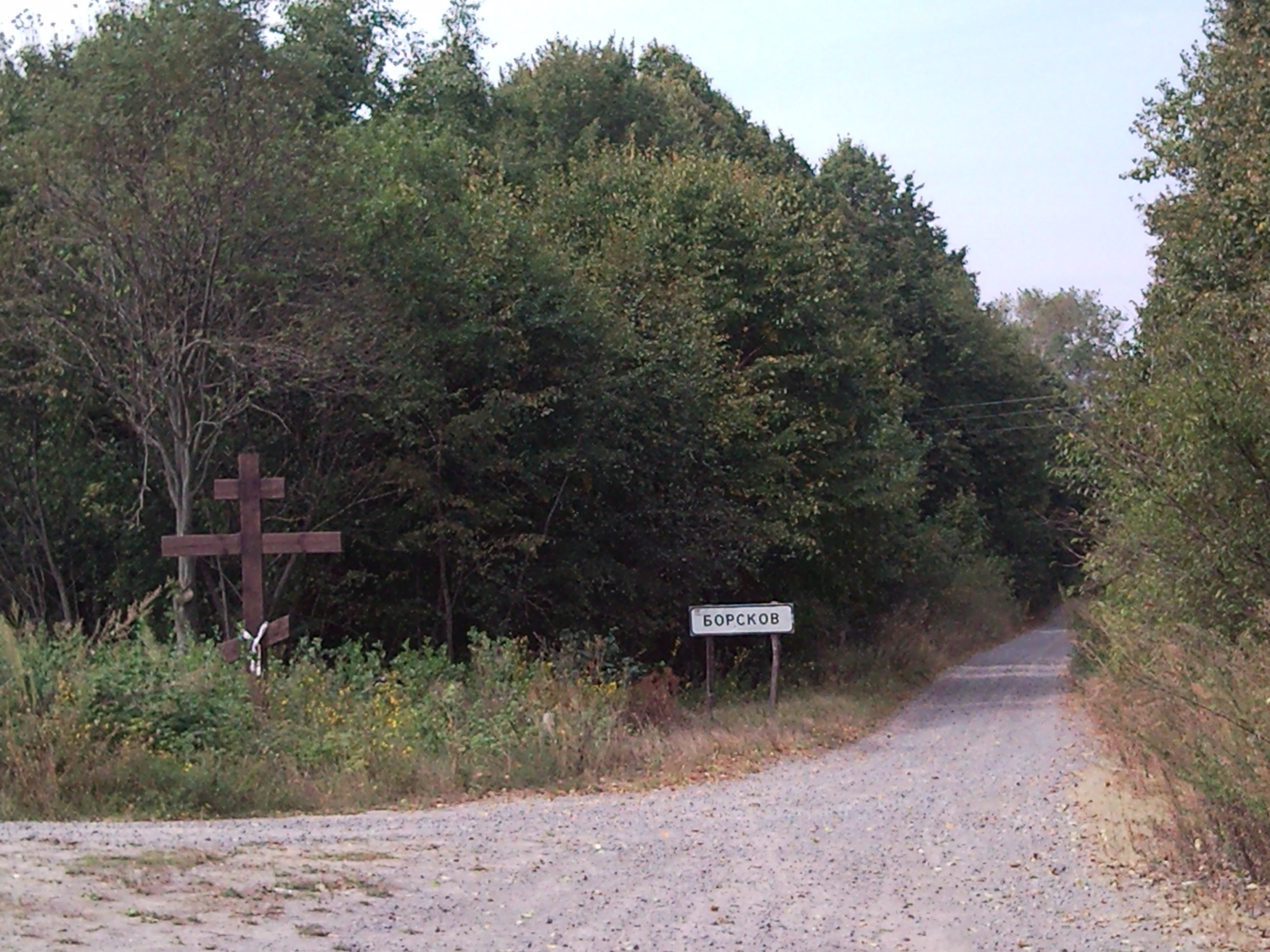

博爾斯基夫（烏克蘭語：Борсків），是烏克蘭的村落，位於該國西南部文尼察州，由文尼察區負責管轄，始建於1676年，面積10.52平方公里，海拔高度246米，2001年人口267，人口密度每平方公里25.38人。